# Yacimiento arqueológico de Fuente Álamo (Alcalá la Real)
El yacimiento arqueológico de Fuente Álamo se localiza en el municipio de Alcalá la Real (Jaén, España). Presenta fundamentalmente dos asentamientos: el primero de ellos, de época romana, corresponde a una villa que cuenta con un importante complejo productivo rural, centrado en la producción agrícola y metalúrgica. Las estructuras están formadas por grandes sillares procedentes probablemente de las canteras próximas. 
Relativamente cercana a la zona de hábitat romana se localiza una necrópolis asociada a ésta. En las excavaciones realizadas en la parte romana se han documentado elementos que indican la actividad que en ellos se realizaba, como balsas y piletas de decantación, piedras de molino, doliae y la presencia de nódulos de limonita junto a abundante carbón de encina. También se han registrado diferentes pavimentos que indican diversos niveles de ocupación. Relacionados con el asentamiento romano se incluyen una mina con una veta metalífera y las canteras de donde se extraía material para la construcción de las estructuras.
En cuanto al asentamiento medieval, hay que destacar la torre, que por su tipología se adscribiría a los siglos XIII y XIV. Esta torre formaría parte de la segunda línea de control del territorio de Alcalá y está inscrita como Bien de Interés Cultural con la categoría de Monumento. De planta circular, tiene una altura de nueve metros y consta de dos cuerpos. 
Igualmente, la necrópolis musulmana fue objeto de las excavaciones arqueológicas, hallándose 70 enterramientos depositados en posición de decúbito lateral derecho, y con los brazos y las piernas ligeramente flexionados. Se encontraban sin ajuar, orientados norte-sur, pero mirando hacia el este. Se fechan en torno a los siglos X y XI.
La zona arqueológica declarada en torno al yacimiento incluye, además de la torre, un cortijo que le da también nombre al área, denominándose Cortijo de la Torre.